# Gaby Steffan
Gaby Steffan (* 15. Juli 1933 in Freiburg im Breisgau, eigentlich Gabriele Steffan) ist eine ehemalige deutsche Schauspielerin.

## Leben und Karriere
Gabriele Steffan absolvierte eine Ballettausbildung und ließ sich an der Otto-Falckenberg-Schule in München zur Schauspielerin ausbilden. Ihren ersten Filmauftritt hatte sie 1955 in dem Spielfilm Mädchen ohne Grenzen. Anschließend war sie als Heinz Erhardts Adoptivtochter in der Familienkomödie Vater, Mutter und neun Kinder zu sehen. Nach einem weiteren Filmauftritt in Himmel, Amor und Zwirn arbeitete sie vorwiegend für das Fernsehen. Ihre letzte Rolle hatte sie in dem Fernsehspiel Der Strohhalm (1964), das nach einem Theaterstück von Eugene O’Neill entstanden war. Danach verschwand Steffan aus dem Blickfeld der Öffentlichkeit.

## Filmografie

### Als Gabriele Steffan
- 1955: Mädchen ohne Grenzen
- 1958: Vater, Mutter und neun Kinder

### Als Gaby Steffan
- 1960: Himmel, Amor und Zwirn
- 1961: Sie schreiben mit (Fernsehserie)- Folge: Die Chance
- 1961: Staatsaffairen (Fernsehfilm)
- 1962: Der erste Frühlingstag (Fernsehfilm)
- 1963: Interpol (Fernsehserie) – Folge 3: Herz ist Trumpf
- 1964: Der Strohhalm (Fernsehfilm)